# East Bay Times
Pour les articles homonymes, voir East Bay.
East Bay Times est un journal quotidien publié toute la semaine et les samedis à Walnut Creek en Californie. Desservant les comtés de Contra Costa et d'Alameda, dans la East Bay, de la région de la baie de San Francisco, il est fondé sous le nom de Contra Costa Times en 1947, avant de prendre son nom actuel après sa fusion avec six autres journaux de la East Bay, dont notamment l'Oakland Tribune fondé en 1874.